# Tassadia ivonae
Tassadia ivonae är en oleanderväxtart som beskrevs av G. Morillo. Tassadia ivonae ingår i släktet Tassadia och familjen oleanderväxter. Inga underarter finns listade i Catalogue of Life.